# Sandiré
Sandiré ist ein Dorf in der Landgemeinde Tagazar in Niger.

## Geographie
Das von einem traditionellen Ortsvorsteher (chef traditionnel) geleitete Dorf befindet sich am rechten Ufer des Trockentals Dallol Bosso, etwa 13 Kilometer südwestlich von Balleyara, dem Hauptort der Landgemeinde Tagazar, die zum Departement Balleyara in der Region Tillabéri gehört. Zu weiteren Siedlungen in der Umgebung von Sandiré zählen Winditane im Norden, Tabla im Nordosten, Kabé und Taya Zarma im Südosten sowie Lamoudi im Süden.
Die Siedlung wird wie die gesamte Gemeinde Tagazar zur Übergangszone zwischen Sahel und Sudan gerechnet. Sandiré ist Teil einer etwa 70.000 Hektar großen Important Bird Area, die unter der Bezeichnung Dallol Boboye den mittleren Abschnitt des Dallol Bosso vom Stadtzentrum von Filingué bis circa 15 Kilometer südlich von Balleyara umfasst. Die Mare de Sandiré ist ein Teich, der das ganze Jahr über Wasser führt.

## Geschichte

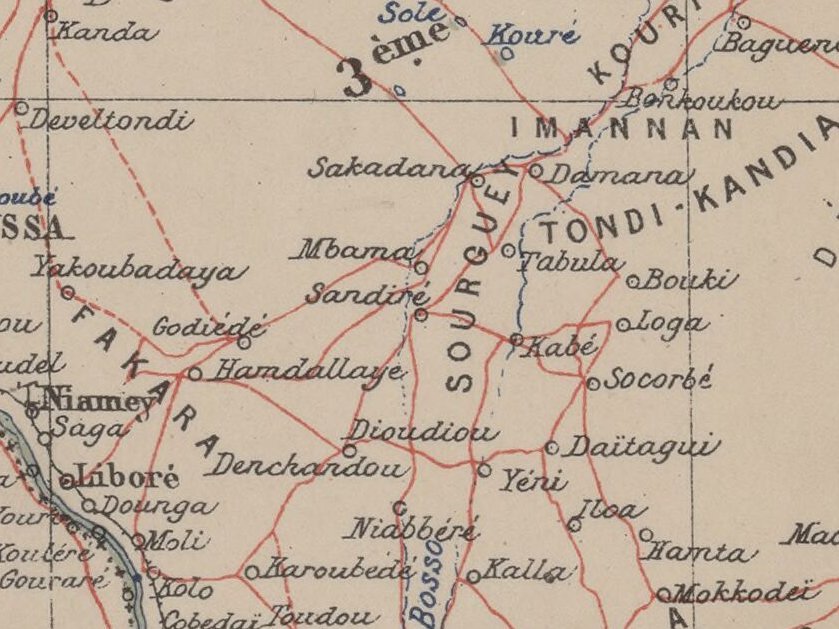
Ausschnitt einer Karte von 1903 mit Sandiré im Zentrum

Nachdem die Stadt Dosso am 2. Dezember 1898 der Herrschaft Frankreichs unterstellt worden war, gehört Sandiré zu den Dörfern, in denen die Franzosen ihre Autorität unmittelbar danach sicherten. Der aus Sandiré stammende Fulbe-Anführer Bayéro führte mit Erlaubnis des französischen Verwaltungsposten in Dosso im Jahr 1900 eine Gruppe Fulbe in Birni N’Gaouré zu einer neuen Einheit zusammen. Sandiré wurde der Hauptort des französischen Kantons Tagazar, bis es 1922 vom Dorf Tabla abgelöst wurde. Die 364 Kilometer lange Piste für Reiter zwischen Dogondoutchi und Niamey, die durch Sandiré führte, galt in den 1920er Jahren als einer der Hauptverkehrswege in der damaligen französischen Kolonie Niger. Die enge Verbindung der politischen und islamischen Autoritäten in Sandiré wurde im Lauf der Jahrzehnte weiter gestärkt.
Von 1998 bis 2003 wurden auf einer Fläche von fünf Hektar Gummiarabikumbäume (Acacia senegal) gepflanzt. Bei einem nach der Ernährungskrise von 2005 von der dänischen Sektion von CARE International von 2006 bis 2009 durchgeführten Projekt zur Vorbeugung und Bewältigung von Ernährungskrisen wurde in Sandiré wie in 50 weiteren Orten in Niger ein gemeinschaftliches Frühwarn- und Notfallsystem aufgebaut.

## Bevölkerung
Bei der Volkszählung 2012 hatte Sandiré 1382 Einwohner, die in 184 Haushalten lebten. Bei der Volkszählung 2001 betrug die Einwohnerzahl 790 in 92 Haushalten und bei der Volkszählung 1988 belief sich die Einwohnerzahl auf 619 in 89 Haushalten.

## Wirtschaft und Infrastruktur
In Sandiré wird Bewässerungsfeldwirtschaft betrieben. Im Jahr 2020 belief sich die dafür genutzte Fläche auf elf Hektar. Im Ort wird Saatgut für Augenbohnen produziert. Es werden Rinder für die Milchproduktion gehalten. Die Mare de Sandiré dient dem Gemüseanbau und der Fischerei sowie als Viehtränke.
Die Grundschule in Sandiré geht auf das Jahr 1902 zurück. In diesem Jahr wurden hier sowie in Filingué, Dosso und Niamey die ersten französischen Schulen im späteren Niger eröffnet. Der CEG Sandiré ist eine Schule der Sekundarstufe des Typs Collège d’Enseignement Général. Das nigrische Unterrichtsministerium richtete 1996 gemeinsam mit dem Welternährungsprogramm der Vereinten Nationen zahlreiche Schulkantinen in von Ernährungsunsicherheit betroffenen Zonen ein, darunter eine für Kinder transhumanter Hirten in Sandiré. Mit einem Centre de Santé Intégré (CSI) ist seit 2001 ein Gesundheitszentrum im Dorf vorhanden.
Durch den Ort verläuft die 268,9 Kilometer lange Nationalstraße 35 zwischen Gaya und Winditane.